# 10-я армия (вермахт)
10-я армия (нем. 10. Armee) — создана 26 августа 1939 года. 10 октября 1939 года переформирована в 6-ю армию. Вновь создана 15 августа 1943 года в Италии.

## Боевой путь армии
В сентябре — октябре 1939 года участвовала в Польской кампании (Группа армий «Юг»). Затем переформирована в 6-ю армию и переведена на Западноевропейский ТВД.
Вновь сформирована в августе 1943 года в Италии. Вела оборонительные бои против американо-британских войск (в том числе сражение в районе Монте-Кассино). Капитулировала 2 мая 1945 года в северной Италии.

## Состав армии
В сентябре 1939:
- 4-й армейский корпус (генерал пехоты Виктор фон Шведлер)
- 11-й армейский корпус (генерал артиллерии Эмиль Лееб)
- 14-й армейский корпус (генерал пехоты Густав фон Витерсгейм)
- 15-й армейский корпус (генерал пехоты Герман Гот)
- 16-й армейский корпус (генерал кавалерии Эрих Гёпнер)

В сентябре 1943:
- 76-й армейский корпус

В январе 1944:
- 14-й танковый корпус
- 76-й армейский корпус

В ноябре 1944:
- 14-й танковый корпус
- 76-й армейский корпус
- 1-й парашютный корпус

В апреле 1945:
- 73-й армейский корпус
- 76-й армейский корпус
- 1-й парашютный корпус

## Командующие армией
- Генерал артиллерии Вальтер фон Рейхенау, 26 августа — 10 октября 1939
- Генерал-полковник Хайнрих фон Фитингхоф, 15 августа — 24 октября 1943
- Генерал танковых войск Йоахим Лемельзен, 24 октября — 31 декабря 1943
- Генерал-полковник Хайнрих фон Фитингхоф, 31 декабря 1943 — 24 октября 1944
- Генерал танковых войск Йоахим Лемельзен, 24 октября 1944 — 15 февраля 1945
- Генерал танковых войск Траугот Херр, 15 февраля 1945 — 2 мая 1945